# يانا بوده
جانا بوده (بالألمانية: Jana Bode)‏ (و. 1969  م) هي متسابقة على الجليد بمزلاجة، ومنافسة ألعاب القوى من ألمانيا، وألمانيا الشرقية، ولدت في روخليتس، شاركت في الألعاب الأولمبية الشتوية 1994.

## روابط خارجية
- يانا بوده على موقع أوليمبيديا (الإنجليزية)